# Trematomus lepidorhinus
Trematomus lepidorhinus är en fiskart som först beskrevs av Pappenheim, 1911.  Trematomus lepidorhinus ingår i släktet Trematomus och familjen Nototheniidae. Inga underarter finns listade i Catalogue of Life.